# Centre universitaire d'enseignement du journalisme

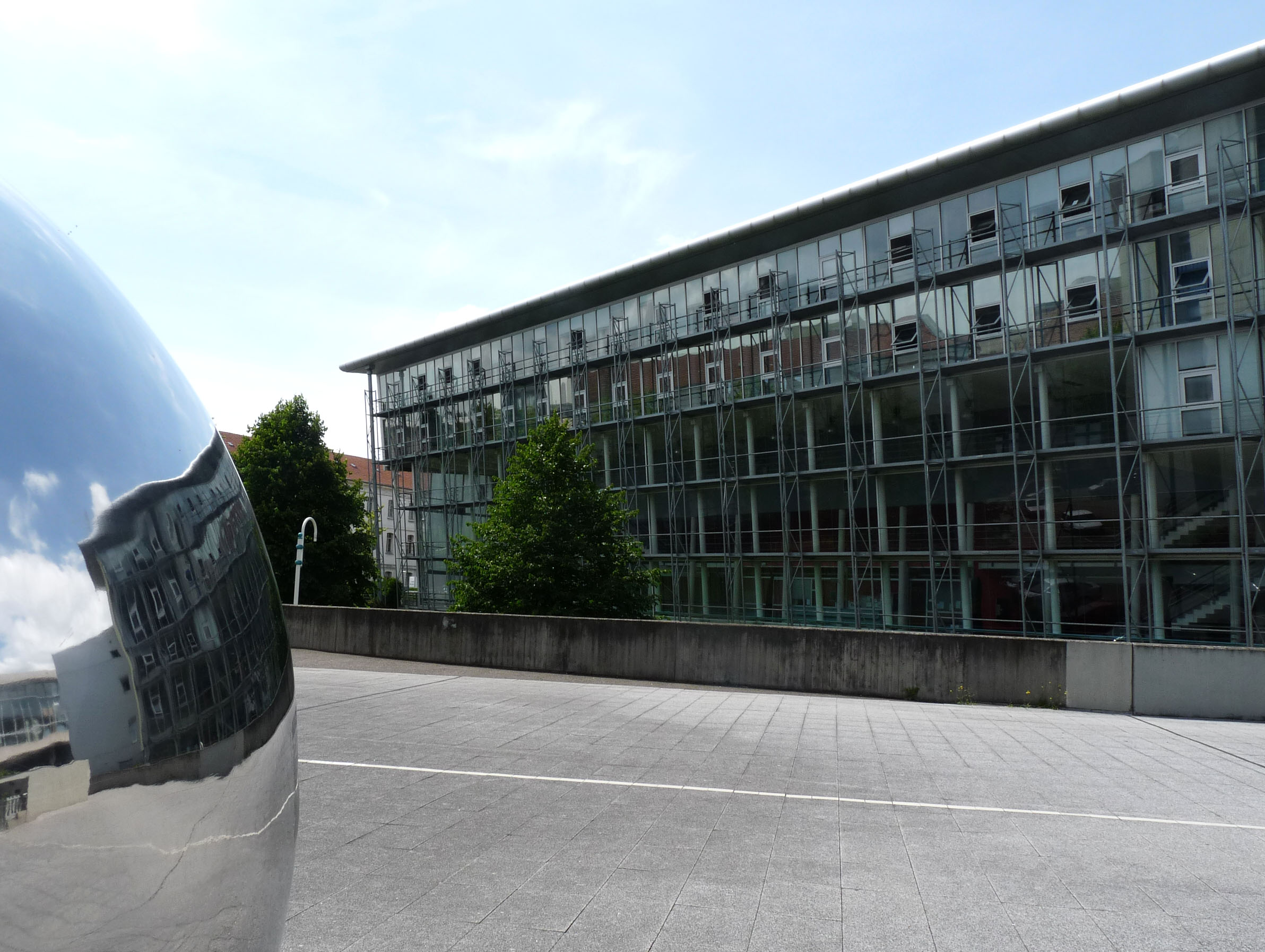
Le Centre universitaire d'enseignement du journalisme à Strasbourg

Le Centre universitaire d'enseignement du journalisme (CUEJ) est une école publique de journalisme française, installée à Strasbourg et dont le diplôme est reconnu par la profession, via la convention collective nationale de travail des journalistes.
Cette composante de l'université de Strasbourg fait partie des 14 écoles de journalisme reconnues par la profession et est membre de la Conférence des écoles de journalisme.

## Présentation
Créé en 1958, le Centre universitaire d'enseignement du journalisme, composante de l'université de Strasbourg, dispense une formation en journalisme reconnue par la convention collective nationale des journalistes depuis 1968. Jusqu'en 1994 et son déménagement dans le bâtiment Escarpe, sur le campus de l'Esplanade, le CUEJ occupait la villa Knopf, dans le quartier de l'Orangerie.
L'admission se fait sur concours pour la formation initiale ou sur dossier et entretiens pour la formation continue (contrat de professionnalisation), la VAE, ou le recrutement des étudiants étrangers. Pour s'y présenter, il est nécessaire d'être titulaire d'une licence (bac+3), ou l'équivalent de 180 crédits ECTS. Le concours se déroule en deux phases : admissibilité (écrits) et admission (oraux). Chaque année, près de 900 étudiants postulent pour environ 50 places disponibles en formation initiale.
Le CUEJ délivre un master de journalisme (domaine des sciences politiques et sociales) en deux ans. Le cursus peut-être réalisé en alternance, d'une ou deux années, dans les rédactions partenaires de l'école (France 2, France 3, France Bleu, AFP, TF1, Ouest-France...).
Les droits d'inscription sont ceux en vigueur à l'université. Le Cuej est installé dans l'espace européen de l'enseignement supérieur.
L'école fête son soixantième anniversaire en 2018.

## Enseignements
La première année, généraliste, mêle presse écrite, radio, télévision et enseignements multimédias aux matières académiques (économie, connaissance des institutions européennes, …) et aux connaissances relatives à l'univers professionnel (économie des médias, histoire des médias, connaissance du journalisme, enquête, droit de la presse...).
Les étudiants choisissent en deuxième année une spécialisation technique (presse écrite et multimédia ; radio et multimédia ; télévision-rédacteur et multimédia ou télévision-JRI et multimédia).

### Union européenne
Le CUEJ a su tirer profit de l'image européenne de la capitale alsacienne. Les étudiants couvrent les sessions du Parlement européen à Strasbourg en temps réel. Heure par heure, cette couverture est mise en ligne sur le site cuej.info.
Dès 2007, Jean Quatremer, spécialiste européen au journal Libération, a par ailleurs salué les dossiers réalisés par les étudiants du Cuej sur l'Europe.
Depuis le départ de Xavier Delcourt, l'enseignement européen est dispensé par Cédric Pellen. La formation à l'actualité européenne est intégrée à l'enseignement général et disciplinaire de la première année et optionnelle en deuxième année.

### Master franco-allemand
Chaque année, douze étudiants (six étudiants sélectionnés à Strasbourg et autant à Fribourg-en-Brisgau) ont la possibilité de suivre un double cursus, qui débouche sur l'obtention simultanée du master de journalisme délivré par le CUEJ - Université de Strasbourg et l'école de journalisme de Fribourg, en Allemagne. Les deux premiers semestres, tous les étudiants suivent les enseignements au Frankreich-Zentrum de l'Université Albert-Ludwig de Fribourg. La deuxième année, ils poursuivent leur cursus à Strasbourg.

### Productions
Les étudiants du Cuej réalisent deux journaux vendus en kiosque à Strasbourg : Viva Cité et News d'Ill.

### Délocalisation
Depuis 1994, le CUEJ organise pour les étudiants de 2e année en fin de cursus un séjour dans un pays étranger.
- 1994 :  République tchèque - Prague
- 1995 :  République tchèque - Brno
- 1996 :  Slovaquie - Bratislava
- 1997 :  Croatie - Zagreb
- 1998 :  Albanie - Tirana
- 1999 :  Macédoine - Skopje
- 2000 :  Liban - Beyrouth
- 2001 :  Serbie - Belgrade
- 2002 :  Ouzbékistan - Tachkent
- 2003 :  Géorgie - Tbilissi
- 2004 :  Chine - Shanghaï
- 2005 :  Chine - Shanghaï
- 2007 :  Chine - Sichuan
- 2008 :  Chine - Shanghaï
- 2009 :  Chine - Sichuan
- 2010 :  Bosnie-Herzégovine - Sarajevo
- 2011 :  Chine - Kunming
- 2012 :  Palestine - Bethléem
- 2013 :  Inde - New Delhi
- 2014 :  Birmanie - Rangoun
- 2015 :  Kazakhstan - Almaty
- 2016 :  Chine - Canton
- 2017 :  Madagascar - Antananarivo
- 2018 :  Viêt Nam - Hanoï
- 2019 :  Albanie - Tirana
- 2020 : Délocalisation annulée en raison de la pandémie de Covid-19
- 2021 :  France - Vorey, Haute-Loire
- 2022 :  Roumanie - Cluj-Napoca
- 2023 :  Géorgie - Tbilissi
- 2024 :  Jordanie - Amman

L’objectif pédagogique est de permettre aux étudiants d’approcher un territoire dont le contexte linguistique, politique, social et culturel leur est inconnu. Pendant une durée de quatre à cinq semaines, les étudiants rencontrent l'actualité de la ville ou du pays où ils résident pour produire et diffuser sur place un journal en langue française, des émissions de radio et de télévision, et des productions multimédias .

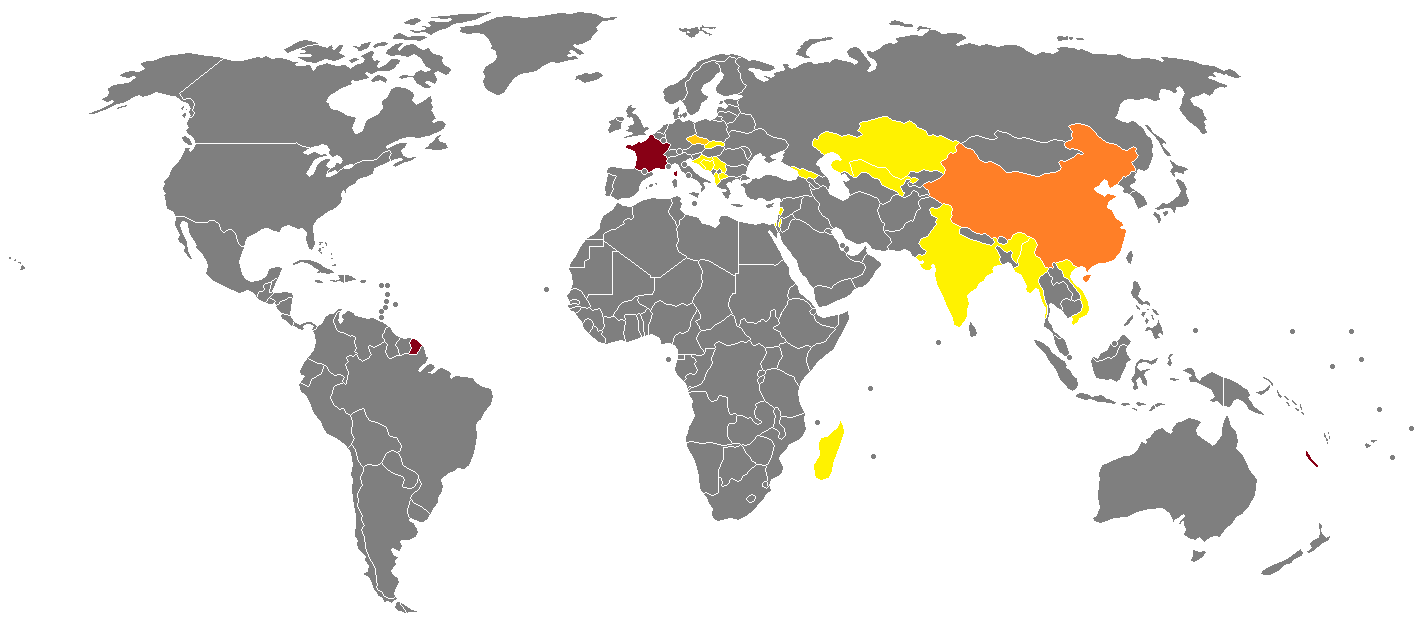
Pays où ont eu lieu les délocalisations des étudiants du CUEJ.
Pays où se trouve le siège de l'école
Pays où a eu lieu plus de 10 délocalisations
Pays où a eu lieu entre 5 et 9 délocalisations
Pays où a eu lieu entre 2 et 4 délocalisations
Pays où a eu lieu 1 délocalisation

## Spécialisation

### Télévision
La formation en télévision propose un sous-parcours "rédacteur" et un sous-parcours "journaliste reporter d'images" (JRI) associant savoirs et compétences en matière de récit par l'image et maitrise des principaux formats de l'information télévisée.

### Radio et multimédia
Au cours de la spécialisation radio, les étudiants sont initiés aux principaux formats en vigueur dans les radios généralistes locales ou nationales (flash, présentation de journaux et reportages), mais aussi au format long sonore : chaque étudiant réalise un documentaire d'une vingtaine de minutes.  La formation radio est complétée d'une dimension multimédia : traitement de l'information en continu pour le web, récit multimédia, initiation à la vidéo[source secondaire souhaitée].

### Presse écrite et multimédia
À côté d'une mise en situation de production réelle qui débouche sur la publication des magazines Viva Cité et News d'Ill, les étudiants de la spécialisation "Presse écrite et multimédia" sont formés aux nouveaux formats narratifs destinés au web (webdocumentaire, datajournalisme, enquêtes open source) ou aux tablettes et smartphones (applications). Ils sont aussi initiés aux différents modes de traitement : information de proximité avec des blogs sur les quartiers de Strasbourg, traitement de l'actualité en continu sur le site de publications du Cuej.

### Spécialisations thématiques
Un séminaire thématique est proposé aux étudiants de deuxième année, qui doivent choisir entre un enjeu relatif à l'actualité de l'Union européenne ou à une question de société. Ce travail de réflexion débouche sur une réalisation multimédia réalisé sur le terrain.

## Corps enseignant
Selon les cours, les enseignants sont des universitaires et des professionnels en activité dans les principaux médias nationaux (TF1, Le Monde, France Info, AFP, France 2, France Culture...) et régionaux (DNA, L'Alsace, France Bleu Alsace, France 3 Alsace...). Une centaine de journalistes interviennent chaque année dans les enseignements du Cuej.

### Direction
- 1969-1986 : Alphonse Irjud
- 1986-1989 : Yves Lavoinne
- 1989-2009 : Alain Chanel
- 2009-2019 : Nicole Gauthier[12]
- 2019-2024 : Christophe Deleu[13]
- 2024-2029 : Cédric Pellen[14]

## Vie étudiante
- Si vous ne connaissez pas le sujet, laissez ce bandeau (vous pouvez alors contacter les auteurs).
- Si vous supprimez le contenu mis en cause (vous pouvez préalablement contacter les auteurs),

argumentez précisément cette suppression dans la page de discussion
(un manque de référence n'est pas un argument ; une recherche réelle de référence doit avoir été effectuée, être formellement documentée).
La vie étudiante est organisée en partie par l'Adej, Association des étudiants en journalisme. Cette association organise notamment la soirée d'intégration, le week-end d'intégration et le forum des anciens.
Le Cuej dispose également d'une équipe de football (dont les couleurs sont le jaune et le noir). 
En 2018, alors qu'elle organisait le tournoi, l'école a mis en place une équipe féminine pour la première fois. Celle-ci est montée sur le podium après avoir arraché une troisième place.

## Anciens élèves
À l'issue de leurs deux années de cursus à l'école, 90 % des étudiants diplômés du CUEJ occupent un emploi dans le journalisme. Sur les trois dernières promotions :
- 50 % dans la presse écrite
- 26 % exercent dans le secteur audiovisuel
- 17 % à la radio
- 9 % dans des sites web

## Bâtiment universitaire abritant l'école en images

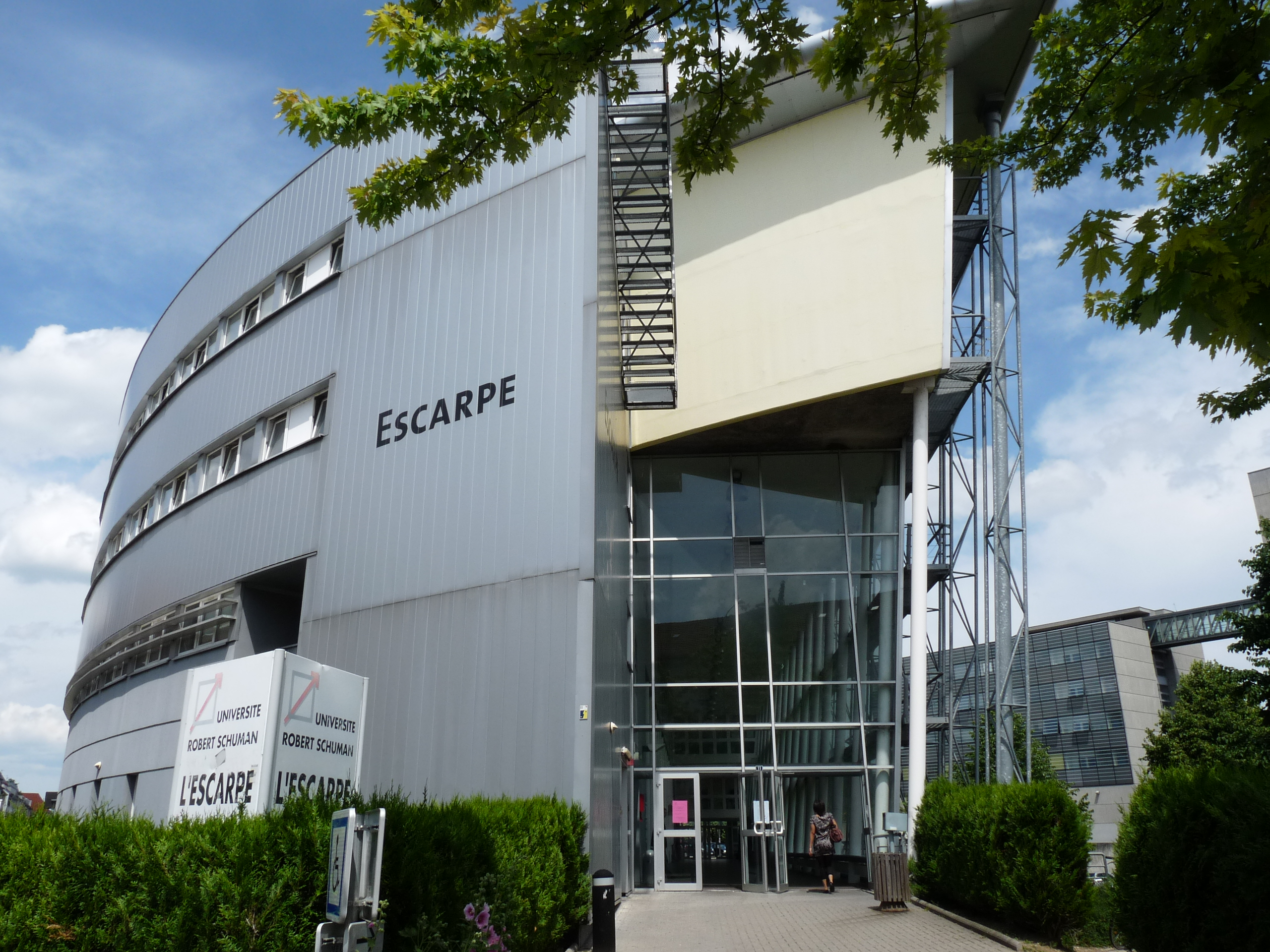
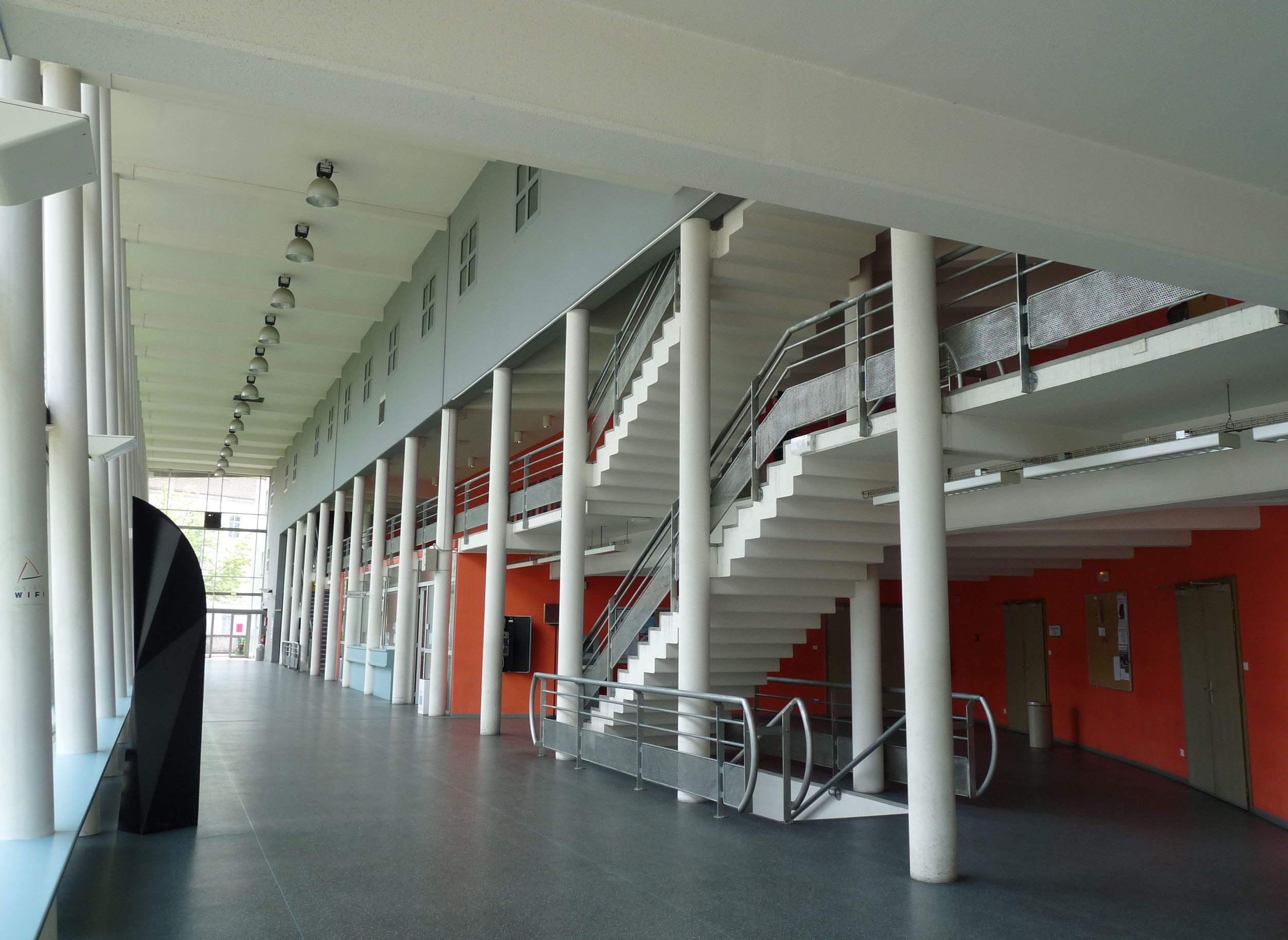
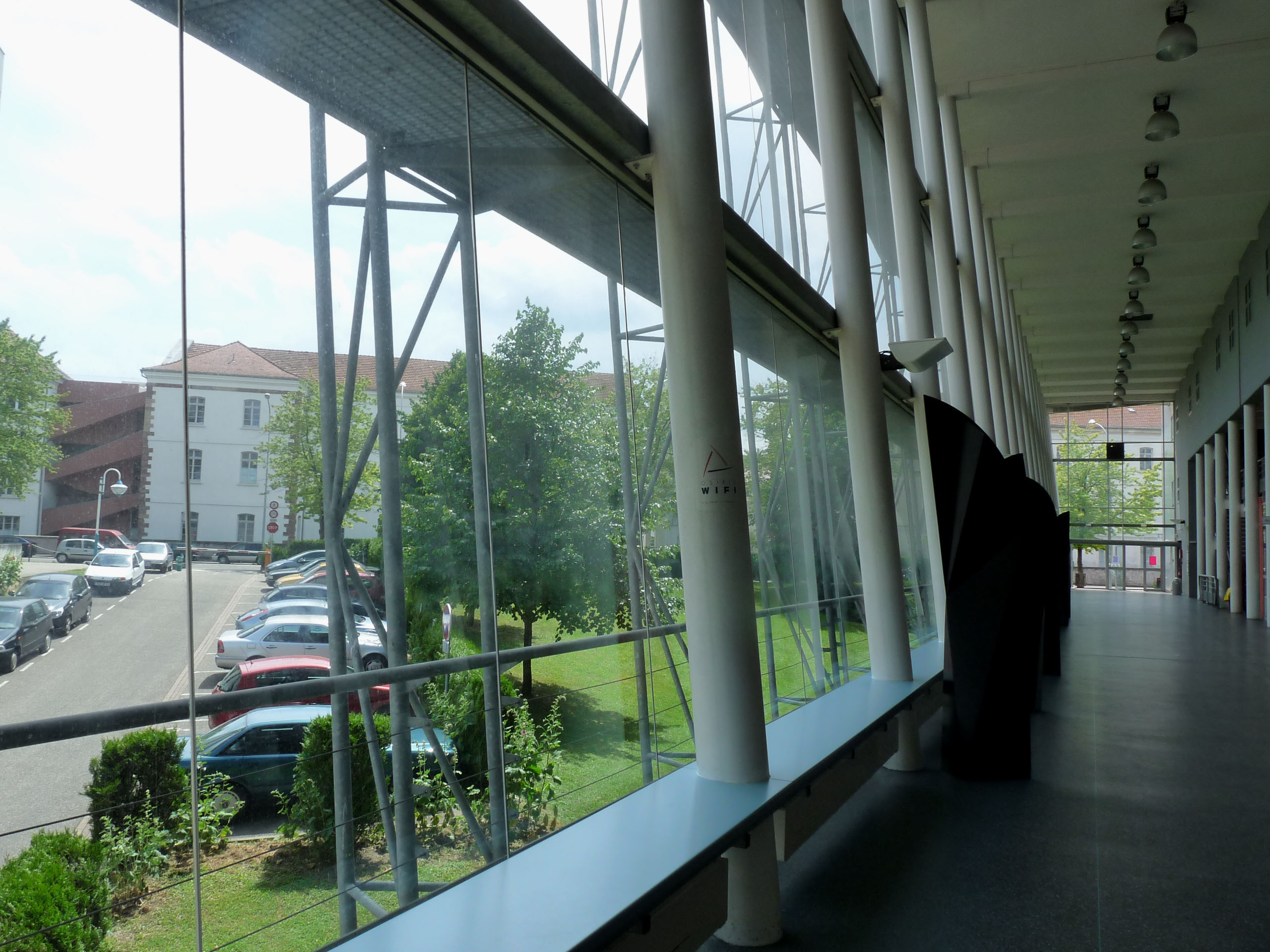

## Distinctions
- Prix Louise Weiss 2014, catégories "jeunes journalistes", pour L'Union à reculons, un dossier multimédia sur la crise de l'eurozone[16]
- Prix Franco-Allemand du Journalisme 2019 pour Champs de bataille, un dossier multimédia sur la PAC